# José Luís Monteiro
José Luís Monteiro (Lisboa, 25 de octubre de 1848 - ibidem, 27 de enero de 1942), fue un arquitecto portugués.

## Biografía
José Luís Monteiro nació en la ciudad de Lisboa, en la freguesia São José, el 25 de octubre de 1848. Estudió en la Academia de Bellas Artes de Lisboa, desde los 12 años. En 1867, ganó una medalla de plata en un concurso de arquitectura organizado por la Academia. En 1871, participó en un concurso para pensionistas en el extranjero, y fue admitido el 18 de marzo de 1873. El 17 de noviembre de ese año, ingresa en la clase de arquitectura de la  Escuela de Bellas Artes de París; el 28 de mayo de 1874, recibe una medalla de plata en un examen de matemática, y el Premio Muller Soehnée. El 25 de febrero de 1877, gana una segunda medalla en un concurso de arquitectura; el 11 de noviembre de ese año, recibe el "Certificat de Capacité", además de varios otros premios.
En 1878, participa en la Exposición Portuguesa en el Campo de Marte, en París, con su maestro Pascal; el 28 de noviembre de ese año, se licencia como arquitecto, habiendo trabajado en la Cámara Municipal de Lisboa entre el 1 de marzo de 1880 y 1882.
El 23 de junio de la 1881, se hace profesor en la Escuela de Bellas Artes, en la disciplina de Arquitectura Civil, profesión que mantendrá durante cerca de 40 años; en 1912, asume la función de director en esta institución.
Construyó el coche de la ciudad de Lisboa en el Centenario del Marqués de Pombal, varias vitrinas para una exposición de arte ornamental, y construyó un pabellón en el Terreiro del Paço, para las conmemoraciones del Centenario de Luís de Camões.
Colaboró en el Anuario de la sociedad de los arquitectos portugueses (1905-1910).
Fue galardonado con el grado de Caballero de la Orden de Isabel la Católica, en 11 de octubre de 1881.

## Obras

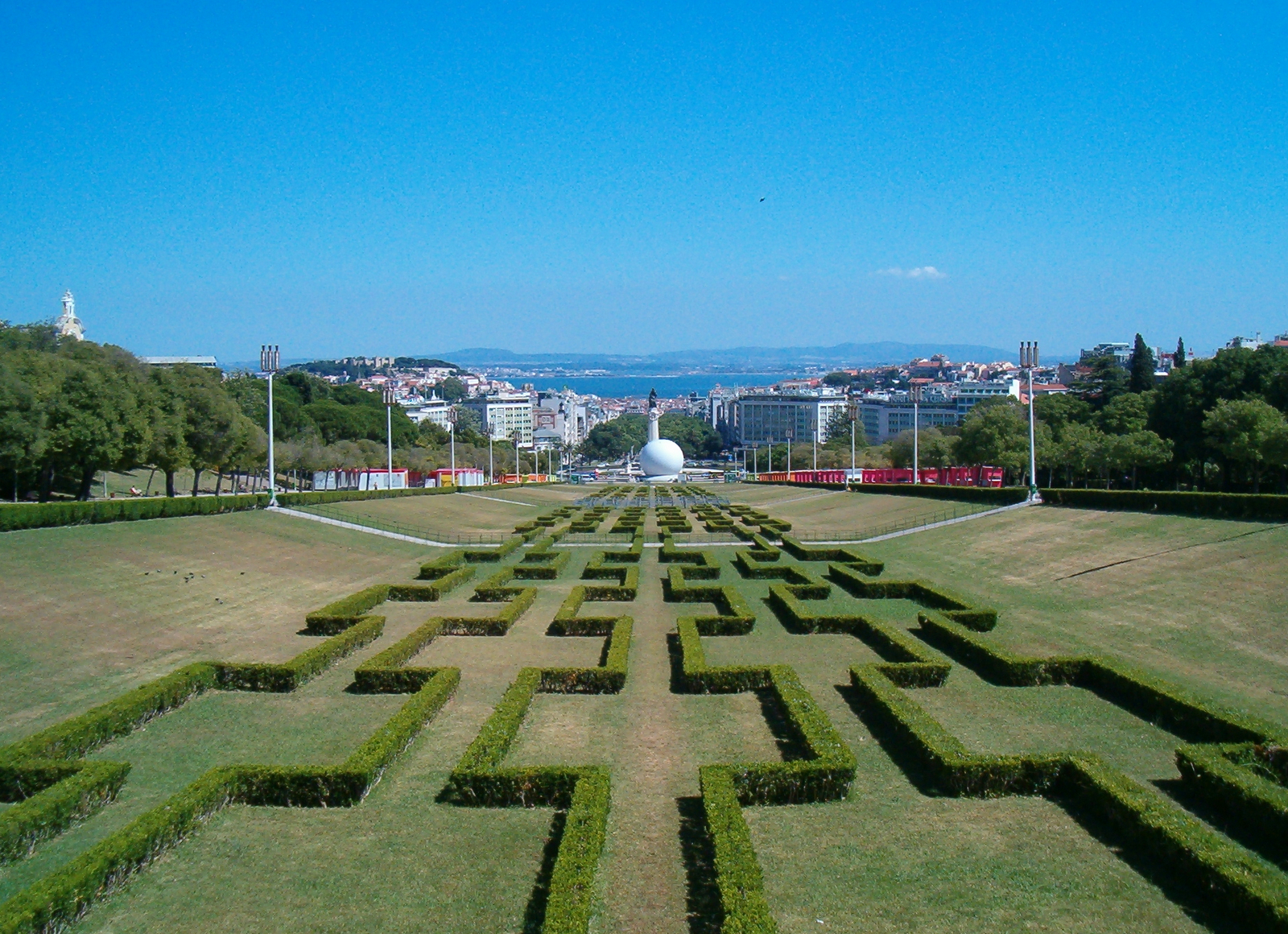
Parque Eduardo VII

- La decoración del edificio de la Cámara Municipal de Lisboa (1887-1891) (portones en hierro forjado, en la fachada; el diseño de las cocinas de mármol de Carrara, del Salón Noble; el diseño del escudo de la ciudad, en la Sala de las Sesiones Privadas; reja de hierro forjado y muebles de la Sala del Archivo)
- Escuela Fröbel, en el Jardín de la Estrella (1882)
- Lámparas del Monumento a los Restauradores de la Independencia, en la Plaza de los Restauradores (1886)
- Varios miradores para el Jardín de San Pedro de Alcántara y la Avenida de la Libertad
- El cuartel del Batallón de Zapadores Bomberos (1892)
- Proyecto del Liceo Manuel Pasos
- Proyecto del Parque de Eduardo VII (en colaboración con Federico Ressano Garcia)
- Parroquial de Nuestra Señora de los Ángeles
- Hotel Avenida (Hotel Avenida Palace , al menos de 1933)
- Proyecto la Casa del Conde de Castro Guimarães, antiguo Palacio del Thorel
- Salón España, de la Sociedad de Geografía de Lisboa

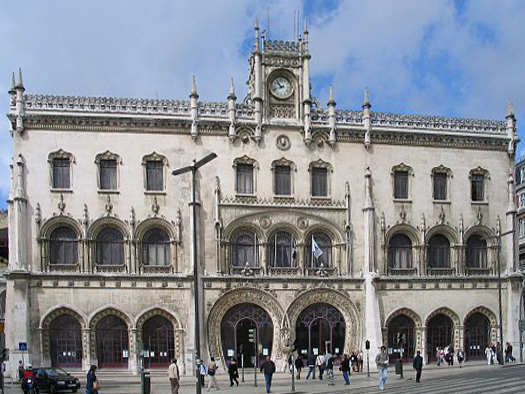
Estación de Rossío, Lisboa.

- Nave de la Estación Ferroviaria de Rossio (1886-1887)
- Chalet Biester, en la Carretera de la Pena, Sierra de Sintra
- Palacete de veraneio de los Condes de Tomar, Cruz Quebrada
- Casa Nueva del Duque de Palmella, en Cascais
- Casa de la reina D. Maria Pia en Estoril
- Casa de la Condessa de Cuba, en Paço de Arcos
- Casa de Santos Jorgeem Río Frío
- Capela del Cementerio de Benfica
- Escuela Castilho
- Mercado céntrico de la Avenida de la Libertad
- Palacete de los Condes de Monte Real, en la Lapa, Lisboa

## Premio de arquitectura José Luís Monteiro
El Premio José Luis Monteiro, fue creado en 1930 en la Escuela de Bellas Artes de Lisboa para distinguir trayectos académicos excepcionales de alumnos que se destacasen en el Curso Especial de Arquitectura.